# Camponotus chalceus
Camponotus chalceus é uma espécie de inseto do gênero Camponotus, pertencente à família Formicidae.